# SkyEurope
SkyEurope Airlines (mã IATA = NE, mã ICAO = ESK) là hãng hàng không giá rẻ của Slovakia, trụ sở ở Bratislava. Căn cứ chính của hãng ở Sân bay M. R. Štefánik, (Bratislava), và các căn cứ khác ở Praha, Viên và Košice. Với các căn cứ ở Slovakia, Áo, và Cộng hòa Séc, SkyEurope là hãng hàng không đầu tiên ở Trung Âu có nhiều căn cứ ở nhiều nước. Ngoài các tuyến đường thường xuyên chở khách, hãng cũng có các chuyến chở khách thuê bao và chở hàng hóa

## Lịch sử
SkyEurope được thành lập từ tháng 11/2001 bởi Alain Skowronek (Chủ tịch) và Christian Mandl (Giám đốc điều hành) do sự tài trợ của Ngân hàng Tái thiết và Phát triển châu Âu (European Bank for Reconstruction and Development) cùng quỹ của Liên minh châu Âu. Hãng bắt đầu hoạt động từ ngày 13.2.2002 bằng máy bay Embraer 120 ER Brasilia tua-bin cánh quạt, 30 chỗ ngồi trên tuyến đường quốc nội Bratislav-Kosice. Căn cứ của hãng đặt ở sân bay trung điểm rất thuận lợi, chỉ cách các sân bay Viên, Brno và Győr có 1 giờ bay, bao trùm được 4 quốc gia Áo, Hungary, Cộng hòa Séc và Slovakia).
Ngày 27.9.2005, hãng ghi tên trên thị trường chứng khoán Wien và Warszawa với giá IPO là 6 euro, tương đương giá trị 120 triệu euro.. Đây là giá IPO đầu tiên của 1 hãng hàng không giá rẻ của Trung Âu và của Slovakia trên các thị trường chứng khoán này.
Tháng 3/2007 hãng mở căn cứ ở Sân bay quốc tế Wien đặt 2 máy bay Boeing 737-700 mới toanh ở đây để bay 16 tuyến đường. Tháng 10/2007 hãng đóng các căn cứ ở Krakow và Budapest, rồi đưa các máy bay về các căn cứ Praha và Wien.
Tháng 3/2008 hãng chở 307.540 lượt khách, nâng tổng số khách chở trong 12 tháng lên 3,713 triệu, tăng 26.3%, trong khi tải trọng giảm từ 77,8% xuống còn 76,1% so với cùng kỳ năm trước.
Năm 2008, SkyEurope hợp tác với Công ty xe lửa České dráhy, đưa vé máy bay của hãng vào bán ở các ga Brno và Praha với giá cố định.

## Các nơi đến
- Áo
  - Viên
- Bỉ
  - Brussels
- Bulgaria
  - Bourgas
  - Sofia
  - Varna
- Croatia
  - Dubrovnik
  - Split
  - Zadar
- Cộng hòa Síp
  - Larnaca
- Cộng hòa Séc
  - Praha
- Đan Mạch
  - Copenhagen
- Pháp
  - Nice
  - Paris
- Hy Lạp
  - Athens
  - Thessaloniki
- Ý
  - Bari
  - Catania
  - Milano
  - Napoli
  - Olbia
  - Rimini/San Marino
  - Roma
  - Trieste
  - Venice
- Hà Lan
  - Amsterdam
- Bồ Đào Nha
  - Lisbon
- România
  - Bucharest
- Slovakia
  - Bratislava
  - Košice
  - Poprad
- Tây Ban Nha
  - Alicante
  - Barcelona
  - Malaga
- Thổ Nhĩ Kỳ
  - Istanbul
- Anh quốc
  - London
  - Manchester

## Đội máy bay
(Ngày 28.1.2009):
- 4 Boeing 737-700[9]

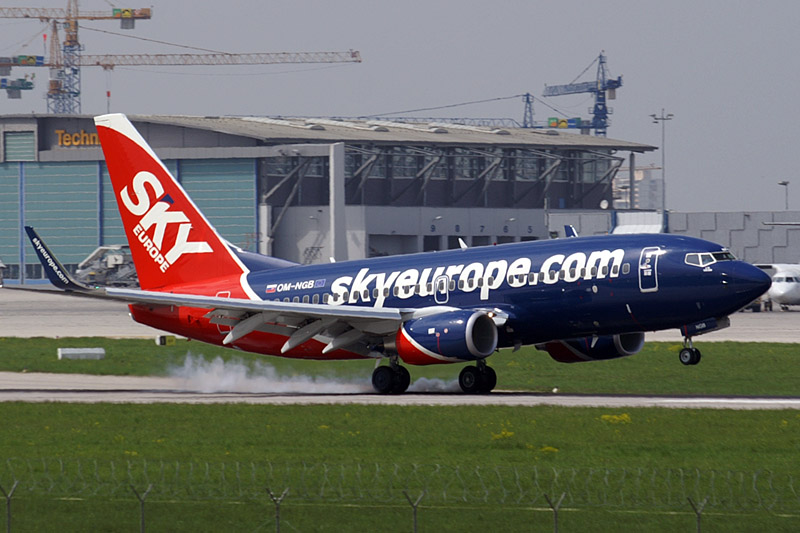
Máy bay Boeing 737-700 của SkyEurope

Tới ngày 3.6.2008, tuổi trung bình các máy bay của SkyEurope là 1,4 năm ().